# محمد مرهون
محمد جاسم محمد علي عبد الله مرهون (ولد في 12 فبراير 1998 في جدحفص، البحرين) لاعب كرة قدم دولي بحريني يجيد اللعب في مركز الوسط الأيسر وبدرجة أقل الوسط المهاجم والجناح الأيسر. يلعب حاليا لصالح الرفاع الذي ينافس في الدوري البحريني الممتاز منذ 2019.

## روابط خارجية
- محمد جاسم مرهون على موقع إي إس بي إن إف سي (الإنجليزية)
- محمد جاسم مرهون على موقع قاعدة بيانات كرة القدم.إي يو (الإنجليزية)
- محمد جاسم مرهون على موقع ناشيونال فوتبول تيمز (الإنجليزية)
- محمد جاسم مرهون على موقع Soccerway.com (الإنجليزية)
- محمد جاسم مرهون على موقع عالم كرة القدم.نت (الإنجليزية)
- محمد جاسم مرهون على موقع كووورة